# Hemeroblemma renipunctum
Hemeroblemma renipunctum là một loài bướm đêm trong họ Erebidae.